# Tropeninstitut
Der Begriff Tropeninstitut bezeichnet ein Institut bzw. eine Einrichtung einer Universitätsklinik bzw. eines Krankenhauses, das sich mit dem medizinischen Fachgebiet der Tropenmedizin beschäftigt (in modernerer Ausrichtung einschließlich der kulturellen und wirtschaftlichen Gesundheitsangelegenheiten tropischer Länder). Neben bekannten tropenmedizinischen Forschungseinrichtungen wie z. B. dem Bernhard-Nocht-Institut in Hamburg (1892 gegründet) oder der Tropenmedizin der Meduni Wien (ISPTM, 1939 am Hygienischen Institut) tragen auch außeruniversitäre Einrichtungen diese Bezeichnung. Das Basler Tropeninstitut (1943) in der Schweiz gehört heute zu den weltweit sechs größten Einrichtungen im Bereich Public Health.
Mit der Zunahme von Auslandsurlauben entstehen verbreitet auch kleine Arztpraxen in Österreich, die sich Tropeninstitut nennen, und primär prophylaktische Impfungen (private Patientenvorsorge) anbieten. Diese werden teilweise wegen unnötiger Maßnahmen und überhöhter Preise kritisiert.